# Euscyrtus necydaloides
Euscyrtus necydaloides är en insektsart som först beskrevs av Walker, F. 1869.  Euscyrtus necydaloides ingår i släktet Euscyrtus och familjen syrsor. Inga underarter finns listade i Catalogue of Life.